# John Dominic Crossan
John Dominic Crossan (né en 1934 à Nenagh dans le comté de Tipperary en Irlande) est un historien des religions irlando-américain spécialisé dans le christianisme ancien. Ancien prêtre catholique, cofondateur du controversé Jesus Seminar, il a été l'un des principaux protagonistes de ce qui a été appelé la « troisième quête du Jésus historique ». Auteur de nombreux ouvrages, il est également conférencier et a participé à plusieurs documentaires télévisés sur Jésus de Nazareth et la Bible.

## Biographie
Ses grands parents étaient d'origine rurale, et son père banquier. En 1950, après être sorti diplômé du lycée St. Eunan's College (en), il entra chez les Servites, un ordre mendiant catholique, et alla aux États-Unis où il fit ses études au Stonebridge Seminary, à Lake Bluff, près de Chicago dans l'Illinois, puis fut ordonné prêtre en 1957. Il retourna alors en Irlande, où il obtint son doctorat en théologie en 1959 au Maynooth College, le séminaire national d'Irlande. Il étudia ensuite deux ans les langues bibliques à l'Institut biblique pontifical de Rome. Ayant acquis ce bagage, il revint au séminaire où il avait été formé, et les quatre années où il enseigna lui permirent « d'apprendre enfin quelque chose sur la Bible » selon ses propres termes[réf. souhaitée]. En 1965 il entreprit deux années supplémentaires d'études en archéologie, cette fois à l'École biblique de Jérusalem, située dans la partie orientale et alors jordanienne de la ville. Son travail l'amena à voyager dans de nombreux pays du Proche-Orient dont il réussit à partir quelques jours seulement avant le déclenchement de la Guerre des Six Jours de 1967
Après une année au Séminaire de Saint Mary of the Lake, à Mundelein, dans l'Illinois, et un an à la Catholic Theological Union à Chicago, Crossan décida d'abandonner le sacerdoce. Il a donné comme raisons à la fois qu'il souhaitait avoir plus de liberté dans ses recherches, et pouvoir se marier[réf. souhaitée]. Il épousa Marguerite Dagenais, professeur à l'Université Loyola de Chicago, pendant l'été 1969, et à l'automne rejoignit la faculté de l'Université DePaul où, pendant vingt-cinq ans jusqu'à sa retraite en 1995, il enseigna la religion comparée aux étudiants. Sa première femme mourut d'une crise cardiaque en 1983 et Crossan épousa en 1986 Sarah Sexton, travailleuse sociale et déjà mère de deux grands enfants. Depuis sa retraite universitaire, Crossan vit près d'Orlando, en Floride, continuant à faire des recherches, à écrire et à intervenir dans des conférences.

## Carrière
Crossan écrit à la fois pour les savants et pour le grand public. Ses deux livres plus longs sont The Historical Jesus: The Life of a Mediterranean Jewish Peasant (1991) et The Birth of Christianity: Discovering What Happened Immediately after the Execution of Jesus (1998).
Les deux livres populaires les plus courts de Crossan sont Jesus : A Revolutionary Biography (1994) et Who Killed Jesus? Exposing the Roots of Anti-Semitism in the Gospel Story of the Death of Jesus (1995).
En collaboration avec l'archéologue Jonathan L. Reed, il a également écrit un livre sur Jésus et un autre sur Paul (2001, 2004), qui permettent de contextualiser la vie de ces deux hommes et leur époque.
Avec Robert Funk, Crossan a fondé en 1985 le Jesus Seminar, un groupe d'universitaires qui étudient le « Jésus historique ». Il en exerça les fonctions de coprésident pendant la première décennie de son existence. Il est également membre de la Society of Biblical Literature (SBL). On l'a vu dans un certain nombre de programmes de Living the Questions, y compris Eclipsing Empire et First Light.

## Thèses et méthodologie
Crossan suggère Jésus était un « cynique juif » illettré, issu d'un milieu de paysans sans terre, et qui fut au départ un disciple de Jean-Baptiste. C'était un guérisseur et un homme d'une grande sagesse et d'un grand courage, qui a enseigné un message d'accueil aux autres, de tolérance, et de libération. « Sa stratégie... était de combiner la guérison gratuite et la prise de repas en commun... c'était aller contre l'organisation hiérarchique et patronale de la religion juive et du pouvoir romain... Il n'avait rien à vendre et ne posait pas en médiateur, mais... annonçait que rien ne doit s'interposer entre l'humanité et la divinité ni entre l'humanité et elle-même. »
En recoupant les témoignages et en étudiant les strates des textes anciens, Crossan est venu à la conclusion que bon nombre des histoires de l'Évangile de Jésus ne relatent pas des faits, y compris la plupart de ses « miracles », la conception virginale et la résurrection de Lazare. En mettant l'accent sur le petit nombre des attestations et le caractère tardif, semble-t-il, de l'apparition des miracles dans la formation du canon, Crossan s'oppose à l'idée que, dans le christianisme primitif, Jésus aurait eu la réputation d'être un magicien puissant, ce qui aurait posé de grands problèmes, non seulement à ses ennemis, mais même à ses partisans, lesquels auraient très tôt commencé à éliminer les miracles de la tradition.
Crossan soutient que jamais les Évangiles n'ont été destinés par leurs auteurs à être compris littéralement. Selon lui, la signification de l'histoire est le vrai problème, il ne s'agit pas de savoir si tel ou tel récit concernant Jésus relève de l'histoire ou de la parabole. Sur un plan historique, il suppose que, comme toutes les victimes connues des crucifixions, sauf une, le corps de Jésus a été abandonné aux bêtes sauvages et non placé dans un tombeau. Crossan croit en la « résurrection » en tant qu'article de foi, mais estime que la résurrection corporelle n'a jamais été envisagée parmi les premiers chrétiens. Il voit dans l'enlèvement au ciel des élus lors de la Parousie une mauvaise lecture de la première épître aux Thessaloniciens.
L'axe central de la méthodologie de Crossan est la datation des textes. On la trouvera, plus ou moins complète, dans l'un des appendices de The Historical Jesus. Il fait remonter à l'an 50 de notre ère une partie de l'Évangile copte de Thomas, ainsi que la première couche de l'hypothétique document Q (sur ce point il est fortement tributaire du travail de John Kloppenborg). Il attribue également une partie de l'Évangile de Pierre, qu'il appelle l'« évangile de la Croix », à une date antérieure aux Évangiles synoptiques, raisonnement exposé plus en détail dans The Cross that Spoke: The Origin of the Passion Narratives. Il estime que l'« évangile de la croix » a été le précurseur des récits de la passion tels qu'ils se trouvent dans les Évangiles canoniques. Il ne fait pas remonter les synoptiques en deçà de la deuxième moitié des années 70, en commençant par l'évangile de Marc et finissant par celui de Luc, placé dans les années 90. Quant à l'évangile de Jean, il estime qu'une partie a été élaborée au début du IIe siècle et le reste vers le milieu du second. À la suite de Rudolf Bultmann, il croit qu'il y a une « Source des Signes » antérieure, également pour l'évangile de Jean. Ses méthodes de datation et les conclusions sont extrêmement controversées, notamment en ce qui concerne la datation de Thomas et de l'« évangile de la croix ». La datation très ancienne de ces sources non-canoniques n'a pas été acceptée par tous les spécialistes de la Bible.
Dans God and Empire: Jesus Against Rome, Then and Now (2007), Crossan prend comme point de départ que le lecteur est censé être familier avec les points-clés de son travail précédent concernant le Jésus non violent mais révolutionnaire, son mouvement pour le Royaume, et la matrice environnante du système romain de théologie impériale de religion, de guerre, de victoire et de paix, mais il les explique dans le contexte plus large de l'escalade de la violence qu'on voit aujourd'hui dans la politique mondiale et la culture populaire. À l'intérieur de cette matrice, il fait remarquer, au début du livre, qu'« il y a eu un homme vivant au premier siècle qui a reçu les appellations de « divin », « Fils de Dieu », « Dieu » et « Dieu né de Dieu », dont les titres ont été « Seigneur », « Rédempteur »,« Libérateur » et « Sauveur du monde ». De nombreux chrétiens pensent probablement que de tels titres ont été créés initialement pour le Christ et se sont appliqués uniquement à lui. Mais avant que Jésus eût jamais existé, tous ces termes appartenaient à César Auguste. Pour Crossan, leur adoption par les premiers chrétiens pour les appliquer à Jésus revenait à les refuser à César Auguste. « Ils prenaient ce qui faisait l'identité de l'empereur de Rome pour le donner à un paysan juif. Soit il s'agissait d'une plaisanterie de mauvais goût, soit c'était pour les Romains un crime de lèse-Majesté, ce que nous appelons de la haute trahison ». Il termine le livre en posant cette question : « Est-ce que la violence chrétienne nourrie de la Bible soutenait ou même provoquait notre violence impériale comme le Nouvel Empire romain? »

## Œuvres
- Scanning the Sunday Gospel, 1966
- The Gospel of Eternal Life, 1967
- In Parables: The Challenge of the Historical Jesus, 1973, réimprimé en 1992,  (ISBN 0-06-061606-7)
- The Dark Interval: Towards a Theology of Story, 1975, réimprimé en 1988,  (ISBN 0-944344-06-2)
- Raid on the Articulate: Comic Eschatology in Jesus and Borges, 1976,  (ISBN 0-06-061607-5)
- Finding Is the First Act: Trove Folktales and Jesus' Treasure Parable, 1979  (ISBN 0-8006-1509-3)
- Cliffs of Fall: Paradox and Polyvalence in the Parables of Jesus, 1980,  (ISBN 0-8164-0113-6)
- A Fragile Craft: The Work of Amos Niven Wilder, 1981,  (ISBN 0-89130-424-X)
- In Fragments: The Aphorisms of Jesus, 1983,  (ISBN 0-06-061608-3)
- Four Other Gospels: Shadows on the Contours of Canon, 1985, réimprimé en 1992,  (ISBN 0-86683-959-3)
- Sayings Parallels: A Workbook for the Jesus Tradition, 1986,  (ISBN 0-80062109-3)
- The Cross that Spoke: The Origins of the Passion Narrative, 1988,  (ISBN 0-06-254843-3)
- The Historical Jesus: The Life of a Mediterranean Jewish Peasant, 1991,  (ISBN 0-06-061629-6)
- The Essential Jesus: Original Sayings and Earliest Images, 1994, réimprimé en 1998,  (ISBN 0-7858-0901-5)
- Jesus: A Revolutionary Biography, 1994,  (ISBN 0-06-061662-8)
- Who Killed Jesus? Exposing the Roots of Anti-Semitism in the Gospel Story of the Death of Jesus, 1995,  (ISBN 0-06-061480-3)
- Who Is Jesus? Answers to Your Questions about the Historical Jesus, edited with Richard Watts, 1996,  (ISBN 0-664-25842-5)
- The Birth of Christianity: Discovering What Happened in the Years Immediately After the Execution of Jesus, 1998,  (ISBN 0-06-061660-1)
- Will the Real Jesus Please Stand up?: A Debate between William Lane Craig and John Dominic Crossan, 1999,  (ISBN 0-8010-2175-8)
- The Jesus Controversy: Perspectives in Conflict (Rockwell Lecture Series), avec Luke Timothy Johnson, Werner H. Kelber, 1999,  (ISBN 1-56338-289-X)
- A Long Way from Tipperary: A Memoir, 2000,  (ISBN 0-06-069974-4)
- Excavating Jesus: Beneath the Stones, Behind the Texts, avec Jonathan L. Reed, 2001,  (ISBN 0-06-061634-2)
- In Search of Paul: How Jesus's Apostle Opposed Rome's Empire with God's Kingdom, avec Jonathan L. Reed, 2004,  (ISBN 0-06-051457-4)
- The Last Week: A Day-by-Day Account of Jesus's Final Week in Jerusalem avec Marcus Borg, HarperSanFrancisco (28 février 2006)  (ISBN 978-0-06-084539-1)
- God and Empire: Jesus Against Rome, Then and Now, HarperSanFrancisco, 2007,  (ISBN 978-0-06-084323-6)
- The First Paul: Reclaiming the Radical Visionary Behind the Church's Conservative Icon, en collaboration avec Marcus Borg, 2009;  (ISBN 0-06-143072-2)